# When She Was Mine
| Críticas profissionais | Críticas profissionais |
| Avaliações da crítica  | Avaliações da crítica  |
| Fonte                  | Avaliação              |
| ---------------------- | ---------------------- |
| Digital Spy            | 4 de 5 estrelas.       |

"When She Was Mine" é o primeiro single da banda inglesa de pop rock Lawson. Foi lançado no Reino Unido em 27 de maio de 2012, pela gravadora Polydor Records, como primeiro single do primeiro álbum de estúdio da banda, intitulado Chapman Square. Foi composta pelo vocalista da banda, Andy Brown, Duck Blackwell, Paddy Dalton e Ki Fitzgerald e produzida por John Shanks, Ki Fitzgerald, Paddy Dalton. A canção alcançou a quarta posição no Reino Unido.

## Composição
A canção fala sobre a ex-namorada de Andy. Em entrevista ao jornal britânico Metro, ao ser questionado se as canções eram sobre Mollie King, sua ex-namorada, ele respondeu: "Sim. Quando terminamos, isso me inspirou a escrever músicas, como 'When She Was Mine'."

## Vídeo musical
O vídeo musical para a canção foi lançado em 11 de abril de 2012 com direção de Declan Whitebloom e duração de 3 minutos e 47 segundos. O início do vídeo mostra a banda reunida tocando em um prédio alto e lembranças de Andy com uma garota, que provavelmente representa sua ex-namorada, Mollie. Em determinados momentos, Andy aparece sozinho em lugares que ele e a ex-namorada costumavam ir, representando o fim do namoro e a saudade que ele sente dela. Nos momentos finais do vídeo, os dois aparecem em um carro, tendo uma briga e logo depois ele liga para ela que não atende o telefone.

## Lista de faixas
O single foi lançado em três versões: uma de remixes e um EP.
| When She Was Mine (Remixes) |                                                             |                                                         |         |  |
| N.º                         | Título                                                      | Compositor(es)                                          | Duração |  |
| 1.                          | "When She Was Mine" (The Alias Radio Edit)                  | Duck Blackwell, Andy Brown, Paddy Dalton, Ki Fitzgerald | 3:37    |  |
| 2.                          | "When She Was Mine" (The Alias Club Mix)                    | Blackwell, Brown, Dalton, Fitzgerald                    | 5:34    |  |
| 3.                          | "When She Was Mine" (Max Sanna and Steve Pitron Radio Edit) | Blackwell, Brown, Dalton, Fitzgerald                    | 3:50    |  |
| 4.                          | "When She Was Mine" (Max Sanna and Steve Pitron Remix)      | Blackwell, Brown, Dalton, Fitzgerald                    | 7:58    |  |
| Duração total:              | Duração total:                                              | Duração total:                                          | 19:79   |  |

| When She Was Mine - EP |                                              |                                                         |         |  |
| N.º                    | Título                                       | Compositor(es)                                          | Duração |  |
| 1.                     | "When She Was Mine"                          | Duck Blackwell, Andy Brown, Paddy Dalton, Ki Fitzgerald | 3:37    |  |
| 2.                     | "Anybody Out There?"                         | Brown                                                   | 2:43    |  |
| 3.                     | "When She Was Mine" (Acoustic)               | Blackwell, Brown, Dalton, Fitzgerald                    | 3:49    |  |
| 4.                     | "Red Sky" (Acoustic - The Brighton Sessions) | Blackwell, Brown, Anna Krantz, Dalton                   | 3:07    |  |
| Duração total:         | Duração total:                               | Duração total:                                          | 12:36   |  |

## Desempenho nas tabelas musicais
| Parada (2012)                    | Melhor posição |
| -------------------------------- | -------------- |
| Bélgica - Ultratip (Flandres)    | 25             |
| Escócia - Scottish Singles Chart | 4              |
| Irlanda - IRMA                   | 46             |
| Reino Unido - UK Albums Chart    | 4              |

## Histórico de lançamento
| País        | Data                | Formato          | Gravadora       | Ref.   |
| ----------- | ------------------- | ---------------- | --------------- | ------ |
| Reino Unido | 27 de maio de 2012  | Download digital | Polydor Records | [ 2 ]  |
| Bélgica     | 16 de julho de 2012 | Download digital | Polydor Records | [ 11 ] |
| Irlanda     | 30 de julho de 2012 | Download digital | Polydor Records | [ 12 ] |
| Malásia     | 30 de julho de 2012 | Download digital | Polydor Records | [ 13 ] |